# Physcia albata
Physcia albata är en lavart som först beskrevs av F. Wilson, och fick sitt nu gällande namn av Hale. Physcia albata ingår i släktet Physcia och familjen Physciaceae.   Inga underarter finns listade i Catalogue of Life.